# Drepanosticta malleus
Drepanosticta malleus – gatunek ważki z rodziny Platystictidae. Występuje endemicznie na Filipinach.